# Warner Anderson
Warner Anderson, född 10 mars 1911 i Brooklyn, New York, död 26 augusti 1976 i Santa Monica, Kalifornien, var en amerikansk skådespelare. Anderson filmdebuterade som barnskådespelare på stumfilmstiden. Han spelade även barnroller på Broadway under 1910-talet. Som vuxen medverkade han från 1943 i Hollywoodfilmer och från 1950-talet även i TV-produktioner. Under 1960-talet gjorde han en återkommande roll som tidningsredaktör i serien Peyton Place, för vilken han också fungerade som berättarröst.

## Filmografi (i urval)
- 1943 – Spionage i Tokyo
- 1945 – Människor på hotell
- 1946 – En liten tjuserska
- 1946 – Vi möts och vi skiljs
- 1947 – Den höga muren
- 1947 – Melodin som gäckade skuggan
- 1948 – De flög i gryningen
- 1949 – Livet kallar
- 1951 – Blå slöjan
- 1951 – Polisstation 21
- 1954 – Myteriet på Caine
- 1955 – Vänd dem inte ryggen!
- 1955 – Våldets män
- 1958 – Narkotikasmuggling